# Río Querétaro
El río Querétaro, anteriormente conocido como río Blanco, es un río urbano que cruza la ciudad de Querétaro, nace del Cerro del Zamorano, a través de sus 63.6 kilómetros cruza 4 municipios del Estado y termina juntando con los ríos de El Pueblito y de Juriquilla, desembocando en el Río Lerma. 
Debido a la bruma que se generaba entre sus arboledas y mezquites llegó a representar un área importante de vegetación, abundancia e incluso un espacio de recreación lo cual se perdió entre las décadas de 1970 y 1980. Las generaciones de mitad del siglo XX pueden recordar su característica vegetación con migraciones de patos, garzas y otras especies de aves. Actualmente se observa un espacio asfaltado como resultado del desarrollo inmobiliario que ha cambiado el uso de suelo a zona habitacional a comercial.  Pese a que el cuerpo de agua ha sido contaminado mantiene un significado y representación dentro del estado de Querétaro, pero a su vez se ha ignorado el proceso de degradación a través de los años. Expertos en el tema resaltan la contaminación como una consecuencia de la desaparición del imaginario social, así como la pérdida de la memoria histórica.

## Historia

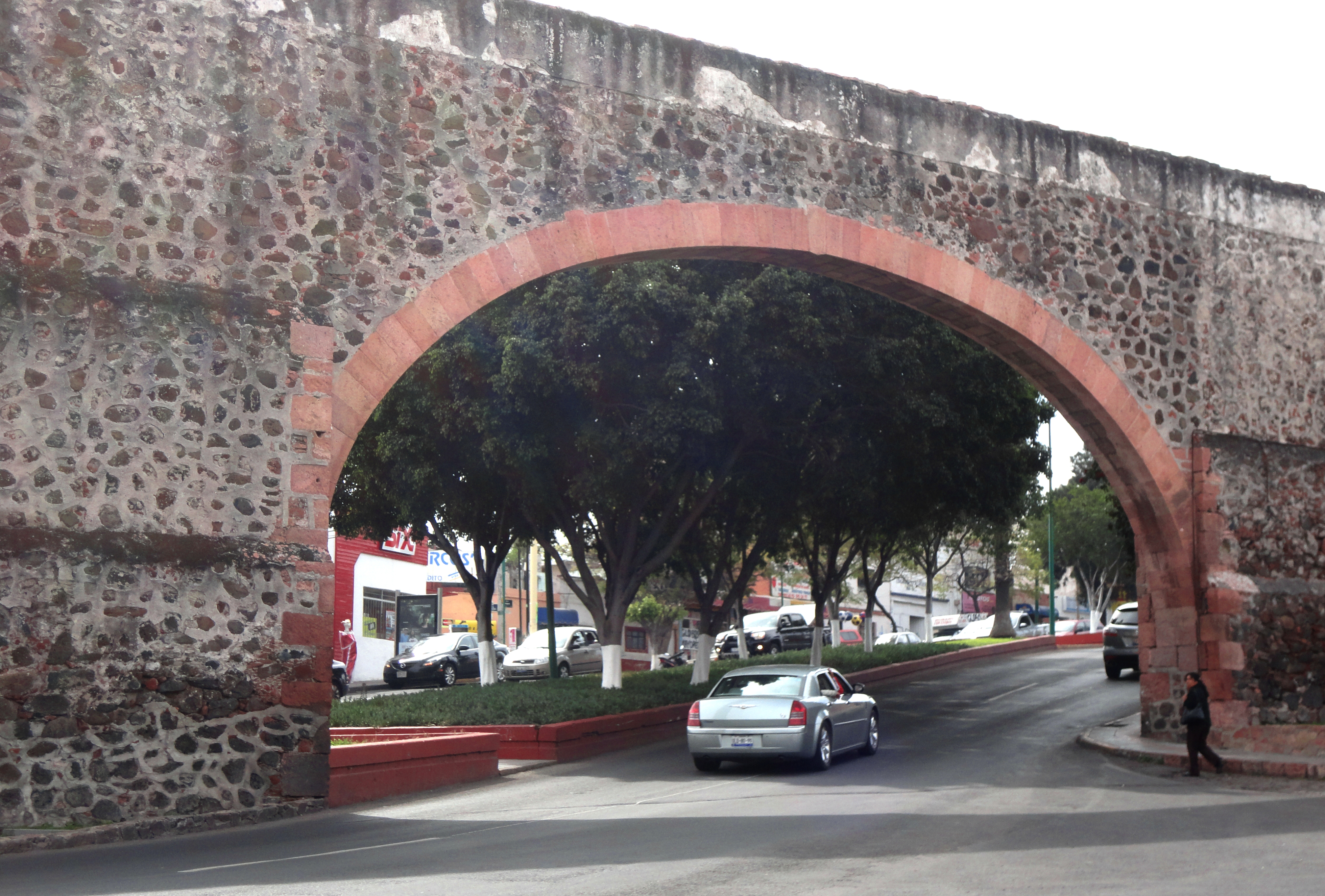
Acueducto Santiago de Querétaro

El río Querétaro es una parte fundamental de la historia del estado y especialmente para la región sur poniente, ya que desde antes de la llegada de los españoles era una fuente de vida para los habitantes, los cuales se asentaron en esta región para el desarrollo de sus pueblos. Hasta la segunda mitad del siglo XX, el río Querétaro era la principal fuente de agua potable para los ciudadanos, actualmente de eso ya no queda nada. Con el aumento de la industria y a su vez el de la población, el río se ha convertido en un vertedero de desechos tóxicos, contrario a lo que fue décadas atrás, un espacio de fauna y flora nativa.
El río Querétaro se encargó de abastecer a los ciudadanos de la localidad por siglos, durante la época colonial se contaban con métodos de regulación y cuidado para que evitar la contaminación del río, implicando la construcción de obras que desviaran las aguas contaminadas, la ubicación de las fábricas y la entrada de animales, si estas no eran cumplidas se le incluían multas monetarias
Gracias a las actividades de las industrias como obrajes, tenerías y trapiches los residuos empezaron a ser vertidos en el río dando pie a que este fuera tratado como un drenaje y provocando epidemias, por lo tanto la población se vio obligada a usar agua de manantiales o de pozos la cual no era fácil de acceder a comparación con el agua del ríos. La queja de los habitantes por la falta de soluciones generó que el Ayuntamiento pensara en medidas para alternas para la distribución del agua.
Esto implicó una redistribución del agua a las diferentes zonas de la ciudad separando el agua limpia de la sucia, sin embargo debido a esta separación vino con un discurso sobre la falta de agua en Querétaro cuando el agua limpia venía del mismo río tomada de cuenca más arriba específicamente del ojo de agua del Capulín el cual pertenecía a San Pedo en La Cañada.
Aquellos dueños de los obrajes eran los que estaban principalmente interesados con un nuevo repartimiento de aguas y por lo tanto quienes daban un mayor apoyo económico para lo que concluyó en la construcción del Acueducto, su principal benefactor fue el Marqués de la Villa del Villar, aumentando las desigualdades en la población.

El crecimiento de la ciudad transcurrió en relación con este río, su cauce fue aprovechado por generaciones de queretanos que hoy recuerdan la vegetación que lo rodeaba,  las  huertas y  los sembradíos, al igual que a los  tradicionales  paseos familiares  en  canoa, los  baños  dominicales y  el acarreo  de agua  de  sus orillas, el río Querétaro tiene un sentido de pertenencia de los habitantes, todavía en 2023 la parte que atraviesa la capital del estado representa un ícono histórico e identitario, a pesar de los altos índices de contaminación.
Menos de 17% de las pilas construidas eran públicas, resultando que sólo el 35% de la distribución del agua potable se repartía en fuentes públicas y más del 57% se distribuía entre particulares y órdenes religiosas.

## Contaminación

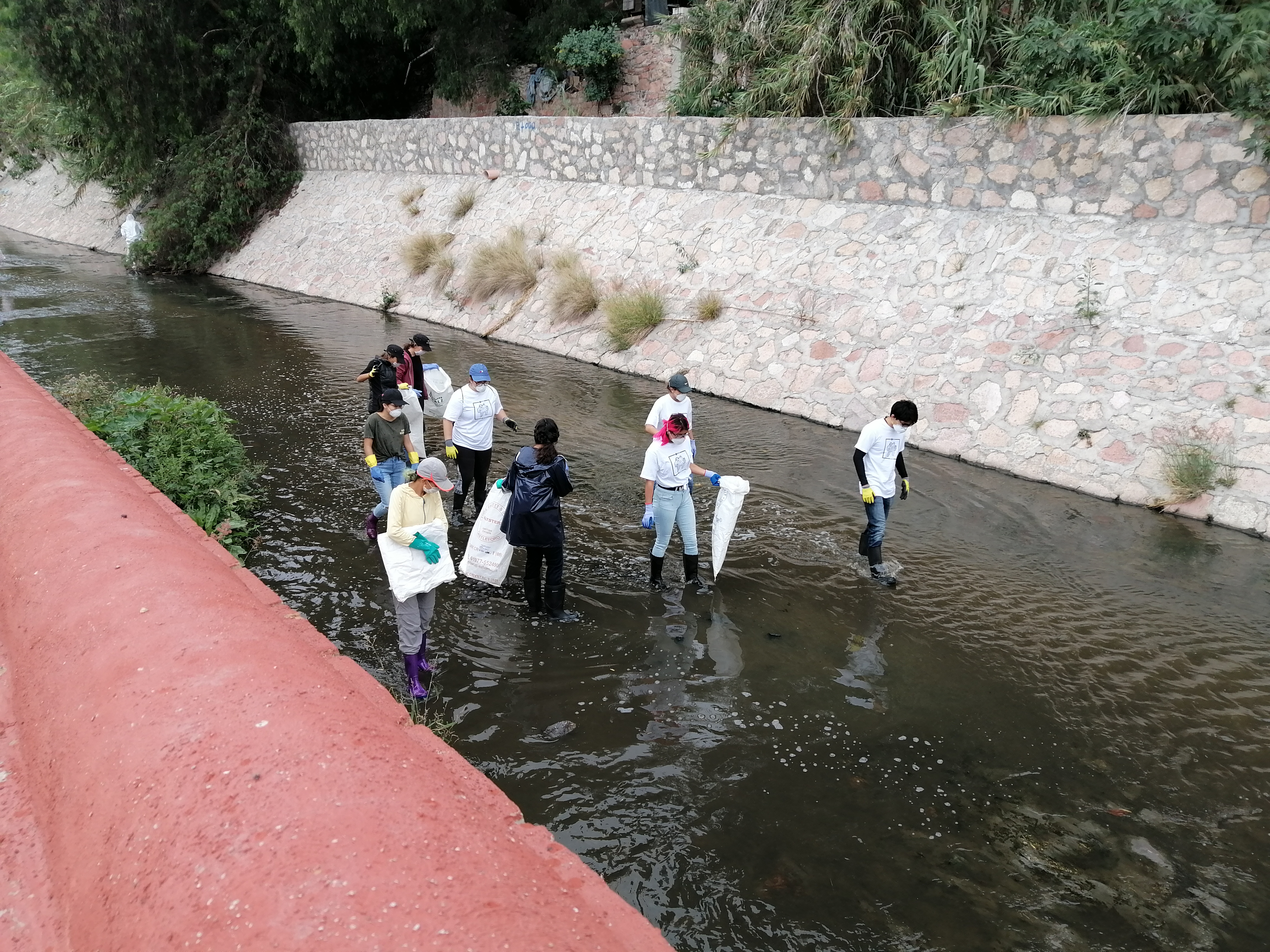
Ciudadanos participando en Limpieza Ciudadana del Río en Querétaro, Querétaro

La contaminación de aguas naturales es uno de los problemas más preocupantes del siglo XXI en las áreas urbanas que deben atenderse debido las consecuencias que tienen en la biodiversidad, el desarrollo económico y la salud de los ciudadanos, ya que si se llega a estar en contacto con el agua, esta puede provocar problemas gastrointestinales, infecciones en la piel y los ojos, enfermedades respiratorias e infecciosas, entre otros problemas producidos por el contacto directo con la materia orgánica que se encuentra en descomposición, e incluso las enfermedades pueden producirse por respirar el aire cercano al agua contaminada.
Al ser un río urbano, el río Querétaro tiene un valor dentro de la identidad, cultura y economía de la ciudad, sin embargo al igual que otras ciudades, esta se ha desconectado “de sus ríos, de sus cuerpos de agua. Ellos terminaron siendo contaminados, renegados, olvidados. Les dieron la espalda.”  El río ha sido descuidado por años, recibiendo descargas de diferentes sectores como el industrial, el agropecuario y de vivienda, dando paso a diferentes problemáticas como lo es la contaminación.
El río se encuentra altamente contaminado, afectando la salud y el medio ambiente dentro de la ciudad, en 2019 la Comisión Estatal del Agua (CEA) detecto al menos 72 puntos de descargas contaminantes que afectan directamente al río, 48 de estos se encuentran desde el Cerro del Zamorano hasta la capital del Estado. Los municipios de Corregidora, El Marqués y Querétaro son los que mayormente aportan a esta contaminación con sus descargas de aguas residuales proveniente de industrias ganaderas, empresariales y de las zonas habitacionales. En el 2019 se hicieron cuatro limpias a lo largo del río, con la ayuda de cientos de voluntarios se lograron sacar 30 toneladas de residuos sólidos, las principales organizaciones que han apoyado en la organización de estas jornadas de limpieza han sido H2QRO y Habitantes del Río  atrayendo la atención de instituciones para el rescate del río.
La Universidad Autónoma de Querétaro Universidad Autónoma de Querétaro(UAQ) que formó una alianza con el municipio de El Marqués el mismo año para la creación de “ programa de Restauración Hidrológica y Saneamiento del Río Querétaro el cual será un instrumento normativo, jurídico y técnico que permitirá restituir la salud y buenas condiciones al cuerpo de agua” En 2021, el Tecnológico de Monterrey desarrolló un proyecto para el rescate del río con la participación de estudiantes de profesores de Arquitectura trabajando con C+LAB y la Reparadora Ecológica A.C. se buscarán “estrategias de regeneración, recuperación, reactivación económica y social de la zona, así como el sustentar el sistema hídrico en armonía con el desarrollo humano.”
La participación ciudadana es clave para la transformación del río para así recuperar “la memoria de estos cuerpos de agua y recordar que daban vida, que permitían un estilo de vida alrededor de ellos”, a pesar de que el interés ha aumentado aun falta acciones por parte de la ciudadanía para que hayan cambios sistemáticos, ya que la contaminación es solo una de las problemáticas que se viven, temas como la  memoria del río,  los focos de infección y la crisis hídrica también son problemas que atañen al río.
Con el paso del tiempo, al irse deteriorando la calidad del agua de estos ríos, cambió esa relación. Ahora necesitamos que la sociedad empiece a cambiar su forma de relacionarse con los ríos, que se reconecte con ellos y deje de verlos como drenajes.
El río Querétaro atraviesa las zonas económicamente más pobladas del estado, debido a esto la contaminación es un tema relevante para la ciudad. Las descargas de aguas negras, los desechos privados y la basura que tiran los ciudadanos ha provocado un alto nivel de contaminación en el cuerpo de agua, por lo que expertos consideran importante abordar el problema de manera integral, esto incluye a autoridades y ciudadanos, ya que el río ha sido contaminado con descargas industriales, habitacionales y ganaderas, es por ello que no solo las autoridades municipales han actuado, también la iniciativa privada y la ciudadanía en general ha mostrado interés en el tema y participa en las jornadas de limpieza, eso contribuye a su saneamiento, aunque el río ya no será una fuente de agua natural como lo fue en el pasado, lo que se busca es tener un cuerpo de agua limpio que resolvería muchos problemas de higiene.

## Saneamiento
Como solución al problema de la contaminación, el municipio de El Marqués en 2023 opera dos plantas de tratamiento con el objetivo de tratar las aguas en la zona baja del Río y probablemente la Comisión Estatal de Aguas opere otra planta . Esto beneficiará a 18 mil 089 ciudadanos de las comunidades de Saldarriaga, Los Héroes y La Trinidad, y de forma indirecta a las colonias La Cañada y Hércules. La planta de tratamiento es una planta biológica con aguas que provienen del caudal del Río, estas son sometidas a un proceso biológico aerobio y anaerobio, cumplen con las normas NOM-001-SEMARNAT 1996 y con la NOM-003-SEMARNAT 1997, lo que hace posible el contacto humano, así como su uso para riego en áreas verdes, dado que la planta genera lodos biológicos, estos pasan por un proceso de desinfección y son aptos para sembradíos o en zonas de sequía.